# Joseph Correggio
Ne pas confondre avec le peintre Joseph Kaspar Correggio (de) (1870-1962).
Pour les articles homonymes, voir Correggio.
Joseph Correggio, né le 20 novembre 1810 à Wolfratshausen et mort le 7 décembre 1891 à Munich, est un peintre bavarois.

## Biographie
Joseph Correggio est né le 30 novembre 1810 à Wolfratshausen. Il est le père de Ludwig et Max Correggio (de).
Il est mort en 1891 à Munich,.